# Винер, Жан
Жан Винер (фр. Jean Wiener; 19 марта 1896, Париж — 8 июня 1982 года, Париж) — французский пианист, актёр, композитор, кинокомпозитор, мемуарист.
Учился в Парижской консерватории у Андре Жедальжа (вместе с Дариусом Мийо), занимался также с Эриком Сати, благодаря Иву Нату познакомился с афроамериканской музыкальной традицией. В 1920 г. дал первый концерт и в последующие годы много выступал в парижских кабаре и барах, в том числе в известном заведении «Бык на крыше» (фр. Le Boeuf sur le Toit). Познакомившись там в 1924 году с другим пианистом бара, Клеманом Дусе, образовал с ним фортепианный дуэт, в составе которого успешно концертировал в мюзик-холлах Европы с популярным и джазовым репертуаром, осуществив в 1925—1937 гг. ряд записей.
После Второй мировой войны и смерти Дусе в 1950 году Винер полностью посвятил себя композиции — прежде всего, сочинению музыки к кинофильмам (более 300 работ). В ряде кинофильмов принял участие и в качестве актёра. Был женат на Сюзанне де Труа (1908—1989), работавшей монтажёром с рядом французских кинорежиссёров, в том числе с Жаном Ренуаром.
В 1978 году опубликовал книгу мемуаров «Allegro Appassionato».
Отец певицы, композитора и актрисы Элизабет Винер.